# Triparty en la science des nombres
Triparty en la science des nombres est un ouvrage datant de la fin du Moyen Âge.
Écrit par Nicolas Chuquet, mathématicien français, et très semblable à d'autres ouvrages sortis à la même époque, cet ouvrage, divisé en trois parties, consiste en un recueil de toutes les règles d'arithmétique connues de l'époque. Il est écrit en ancien français.
Si Nicolas Chuquet semble ne pas avoir cité ses sources lors de son écriture, la publication du Triparty ne s'est faite que tard après sa mort, l'ouvrage étant passé du manuscrit à un texte imprimé.
Le Triparty rassemble des exemples et des explications de calculs allant de la simple addition aux résolutions d'équations du second degré en passant par plusieurs exemples de problèmes commerciaux et leur résolution.
On peut le consulter sur place à la bibliothèque de l’Institut Henri-Poincaré.

## Ouvrage
- Bibliothèque nationale de France : Manuscrit Français 1346
- Nicolas Chuquet et Aristide Marre (rédacteur d'une notice), Le Triparty en la science des nombres par maistre Nicolas Chuquet Parisien publié d'après le manuscrit fonds français n°1346 de la Bibliothèque nationale de Paris et précédé d'une notice, Rome, Imprimerie des sciences mathématiques et physiques, 1881, 229 p. (lire en ligne)